# Шемсабад
Шемсабад (перс. شمسآباد‎) — село на севере Ирана, в остане Тегеран. Входит в состав шахрестана Тегеран. Является частью дехестана (сельского округа) Джаджруд бахша Джаджруд.

## География
Село находится в северо-западной части остана, на расстоянии приблизительно 2 километров (по прямой) к западу от города Пардис, административного центра шахрестана. Абсолютная высота — 1577 метров над уровнем моря.

## Население
По данным переписи 2006 года население села составляло 78 человек (44 мужчины и 34 женщины). В Шемсабаде насчитывалось 28 домохозяйств. Уровень грамотности населения составлял 68 %. Уровень грамотности среди мужчин составлял 72,7 %, среди женщин — 61,8 %.
В 2016 году в селе имелось 35 домохозяйств и проживало 115 человек (59 мужчин и 56 женщин).